# 서유럽 표준시
| 하늘 | 서유럽 표준시 그리니치 평균시 (UTC±00:00)                                 |
| 파랑 | 서유럽 표준시 그리니치 평균시 (UTC±00:00) 서유럽 일광 절약 시간대 (UTC+1) |
| 분홍 | 서아프리카 표준시 (UTC+1)                                                 |
| 빨강 | 중앙유럽 표준시 (UTC+1) 중앙유럽 일광 절약 시간대 (UTC+2)                 |
| 노랑 | 동유럽 표준시 (UTC+2)                                                     |
| 금색 | 동유럽 표준시 (UTC+2) 동유럽 일광 절약 시간대 (UTC+3)                     |
| 옥색 | 극동유럽 표준시 (UTC+3)                                                   |

서유럽 표준시(WET)는 서유럽과 북유럽 일부 지역에서 사용되는 시간대이다.
- 그린란드의 북동부
- 아이슬란드
- 아일랜드(그리니치 평균시(GMT)와 아일랜드 여름 시간(IST)이라는 이름을 사용)
- 영국(그리니치 평균시(GMT)와 영국 여름 시간(BST)이라는 이름을 사용)
- 카나리아 제도
- 페로 제도
- 포르투갈(아소르스 제도 제외. UTC-1 사용)

서유럽 표준시는 겨울에는 협정 세계시(UTC)와 같은 시간대이다. 그러나 여름에는 한 시간 빠른 서유럽 일광 절약 시간대(WEST, UTC+1)를 사용한다.
서부 아프리카의 다음 나라들도 UTC(경우에 따라 줄루 시간(Zulu Time), GMT 등으로 부르기도 함) 시간대를 사용한다.
- 가나
- 감비아
- 기니
- 기니비사우
- 라이베리아
- 말리
- 모로코
- 모리타니
- 부르키나파소
- 상투메 프린시페
- 세네갈
- 세인트헬레나
- 시에라리온
- 코트디부아르
- 토고